# Elizabeth Kell
Elizabeth Kell (Sídney, 9 de julio de 1983) es una deportista australiana que compitió en remo.
Ganó una medalla de oro en el Campeonato Mundial de Remo de 2006, en la prueba de doble scull. Participó en los Juegos Olímpicos de Pekín 2008, ocupando el sexto lugar en la prueba de ocho con timonel.

## Palmarés internacional
| Campeonato Mundial | Campeonato Mundial | Campeonato Mundial | Campeonato Mundial |
| Año                | Lugar              | Medalla            | Prueba             |
| ------------------ | ------------------ | ------------------ | ------------------ |
| 2006               | Eton (Reino Unido) | Medalla de oro     | Doble scull        |